# Birmania ai Giochi olimpici
La Birmania ha partecipato per la prima volta ai Giochi olimpici nel 1948.
Gli atleti birmani non hanno mai vinto medaglie ai Giochi olimpici estivi, mentre non hanno mai partecipato ai Giochi olimpici invernali.
Il Comitato Olimpico della Birmania venne creato e riconosciuto dal CIO nel 1947.

## Medaglieri

### Medaglie alle Olimpiadi estive
| Giochi                 | Oro              | Argento          | Bronzo           | Totale           |
| ---------------------- | ---------------- | ---------------- | ---------------- | ---------------- |
| Londra 1948            | 0                | 0                | 0                | 0                |
| Helsinki 1952          | 0                | 0                | 0                | 0                |
| Melbourne 1956         | 0                | 0                | 0                | 0                |
| Roma 1960              | 0                | 0                | 0                | 0                |
| Tokyo 1964             | 0                | 0                | 0                | 0                |
| Città del Messico 1968 | 0                | 0                | 0                | 0                |
| Monaco di Baviera 1972 | 0                | 0                | 0                | 0                |
| Montréal 1976          | non partecipante | non partecipante | non partecipante | non partecipante |
| Mosca 1980             | 0                | 0                | 0                | 0                |
| Los Angeles 1984       | 0                | 0                | 0                | 0                |
| Seul 1988              | 0                | 0                | 0                | 0                |
| Barcellona 1992        | 0                | 0                | 0                | 0                |
| Atlanta 1996           | 0                | 0                | 0                | 0                |
| Sydney 2000            | 0                | 0                | 0                | 0                |
| Atene 2004             | 0                | 0                | 0                | 0                |
| Pechino 2008           | 0                | 0                | 0                | 0                |
| Londra 2012            | 0                | 0                | 0                | 0                |
| Rio de Janeiro 2016    | 0                | 0                | 0                | 0                |
| Tokyo 2020             | 0                | 0                | 0                | 0                |
| Parigi 2024            | 0                | 0                | 0                | 0                |
| Totale                 | 0                | 0                | 0                | 0                |